# Reggenza di Lampung Timur
La reggenza di Lampung Timur o reggenza di Lampung Orientale (in indonesiano: Kabupaten Lampung Timur) è una reggenza dell'Indonesia, situata nella provincia di Lampung.
Il capoluogo della reggenza è Sukadana.